# 大熊星娛樂
英屬維京群島商大國大熊星有限公司台灣分公司（英語：Music Nation Ursa Major Limited），曾用名大熊星國際多媒體股份有限公司，簡稱「大熊星娛樂」，是大國文化集團在台灣及中國大陆旗下的一個分部與子廠牌，由台灣作詞人姚謙於2001年所創立，原為獨立公司，後於2007年接受大國文化集團注資。
2014年，該公司與大國翼星娛樂進行合併、重組，並更名為「台灣大國文化集團」（Music Nation Group Taiwan），而原公司旗下的部份歌手合約則被轉移到大國文化集團名下繼續生效。

## 已解約歌手
- 李玟（已加盟環球唱片 (台灣)）
- 劉若英（已加盟亞神音樂）
- 孟庭葦（已加盟樂華娛樂）
- 余荃斌
- 潘嘉麗（已加盟滾石唱片）
- 陳好（已加盟樂華娛樂）
- 潘越雲（已加盟美夢成真音樂）
- 陳予新（已加盟米樂士娛樂）
- 袁泉

## 外部連結
- （繁體中文）台灣大國文化的Facebook專頁